# Halmstad
Halmstad[a] (em sueco: Halmstad;  ouça a pronúncia) ou Halmostádio[b] (em latim: Halmostadium) é uma cidade portuária da Costa Oeste da Suécia, situada no sul da província da Halland. 
Está localizada na margem leste do estreito de Categate, junto à baía de Laholm e à foz do rio Nissan. 
Antiga cidade medieval dinamarquesa, fica precisamente a meia distância entre Gotemburgo e Malmö. 
Compreende 36,5 quilômetros quadrados e segundo censo de 2020, havia 71 422 habitantes.                                              
É a sede da comuna de Halmstad e a capital do condado da Halland. 

## Etimologia e uso
O nome geográfico Halmstad deriva das palavras halm (sítio com juncos) e sta(d) (sítio).
A cidade está mencionada como Halmstæde, em 1241.
Em textos em português costuma ser usada a forma original Halmstad. 
| “ | Arqueólogos encontraram o objeto… durante escavações no centro da praça Lilla Torg, na cidade de Halmstad, na Suécia. | ” |
|   | |   |

## História
Há vestígios de uma povoação permanente no século XIII, no local da Halmstad primitiva. Em 1307, recebeu o seu "título de cidade" (privilegiebrev). Em 1320, foi deslocada para um novo local, mais perto da costa. Fez parte da Dinamarca até 1658, ano em que a província da Halland foi definitivamente cedida à Suécia pelo Tratado de Roskilde. Foi nesta cidade que Carlos XI venceu os daneses na Batalha de Halmstad em 1676. 

## Comunicações
Halmstad é atravessada pela estrada europeia E6 (ligando Copenhaga e Malmo a Gotemburgo), e é o início das estradas nacionais 25 em direção a Kalmar e 26 em direção a Jönköping e Mora. É também atravessada pela Linha da Costa Oeste (ligando Gotemburgo a Malmo).
Dispõe do porto de Halmstad, com ligação por ferryboat (br: balsa) à Dinamarca.

## Economia
Como cidade portuária e industrial, a sua economia conta com estaleiros, pescarias, fábricas de cerveja, maquinaria, papel e madeira. Possui importantes instituições como a Escola Superior de Halmstad, o Hospital da Halland e a Guarnição Militar de Halmstad - compreendendo o Regimento de Defesa Antiaérea, a Academia Militar de Halmstad e a Escola Técnica das Forças Armadas.

## Ensino
A cidade conta com a Escola Superior de Halmstad (Högskolan i Halmstad), uma  "instituição orientada para a inovação". 

#### Escolas superiores
- Escola Superior de Halmstad (Högskolan i Halmstad)

#### Ensino técnico superior profissional
- Escola Técnica Superior Profissional de Halmstad (Yrkeshögskolan Halmstad)

#### Escolas militares
- Academia Militar de Halmstad (Militärhögskolan Halmstad)
- Escola Técnica das Forças Armadas (Försvarsmaktens tekniska skola )

## Monumentos
- Igreja de São Nicolau, edificada em 1462.

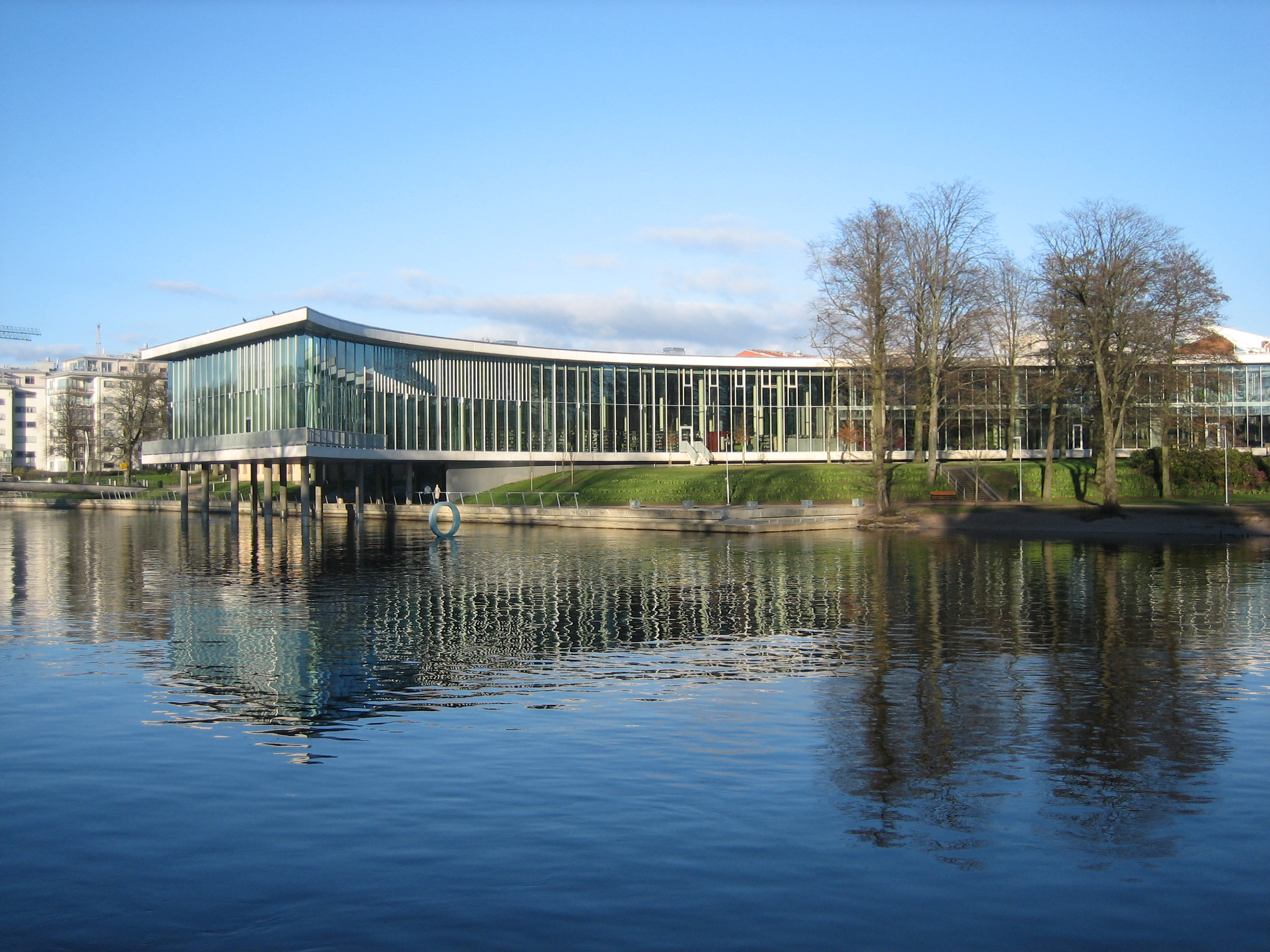
A Biblioteca de Halmstad
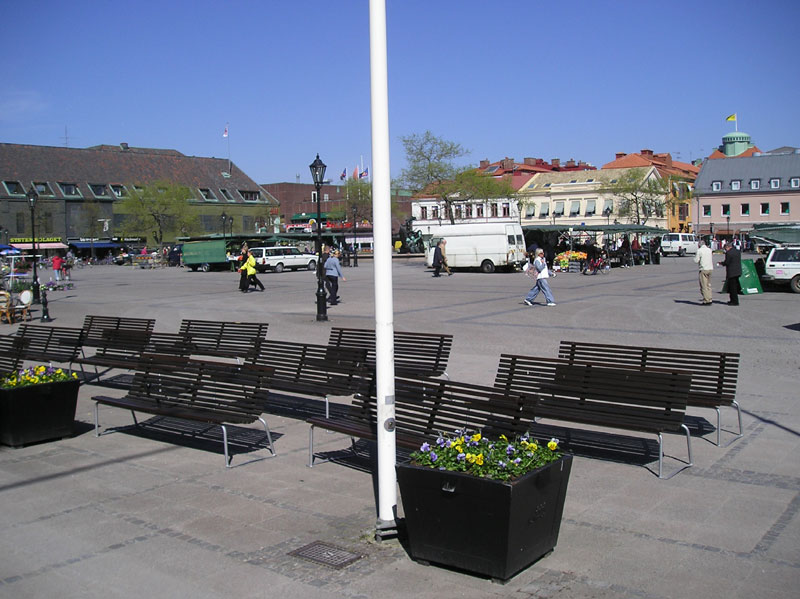
A praça Stora Torg
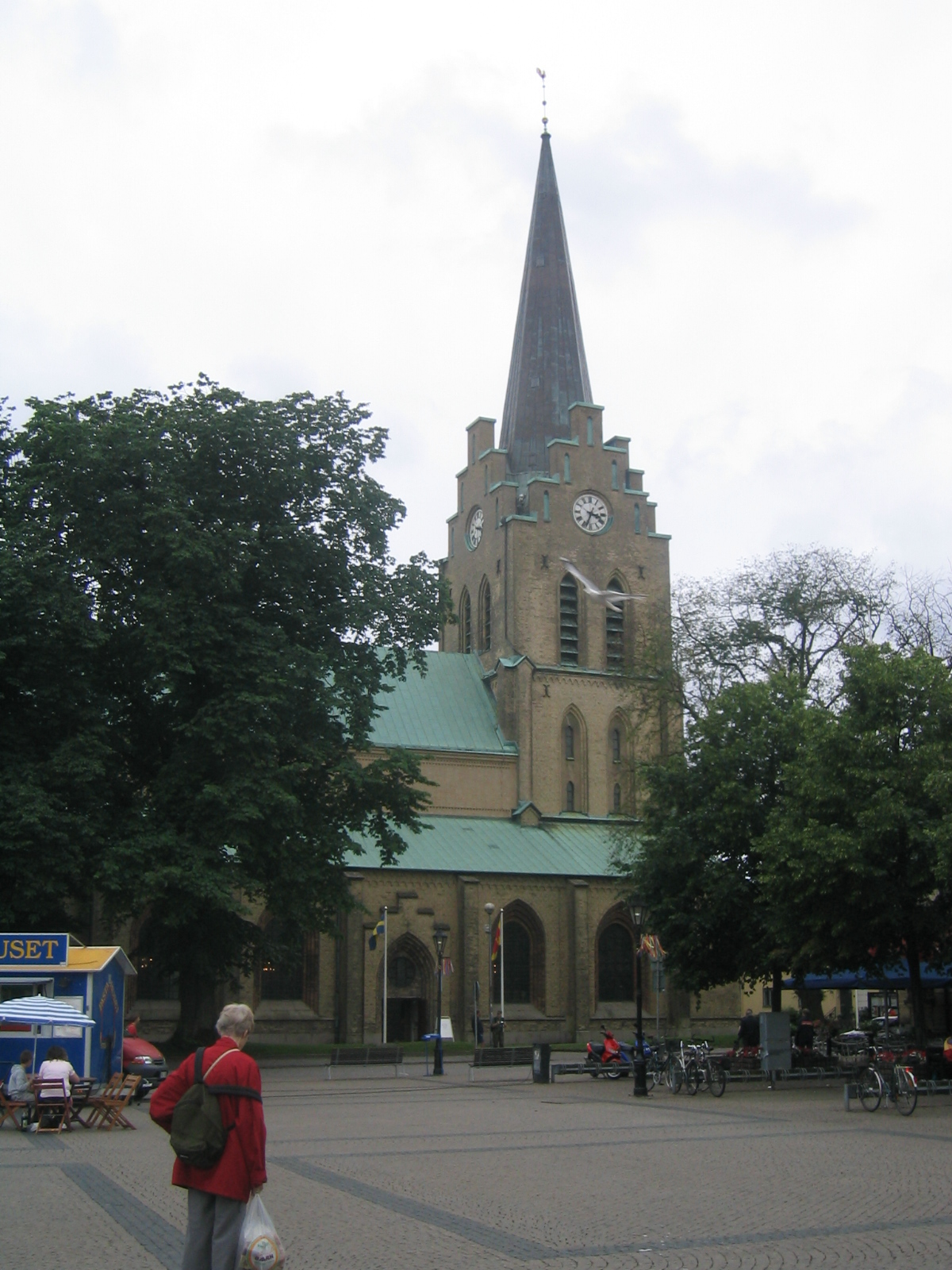
Igreja de São Nicolau
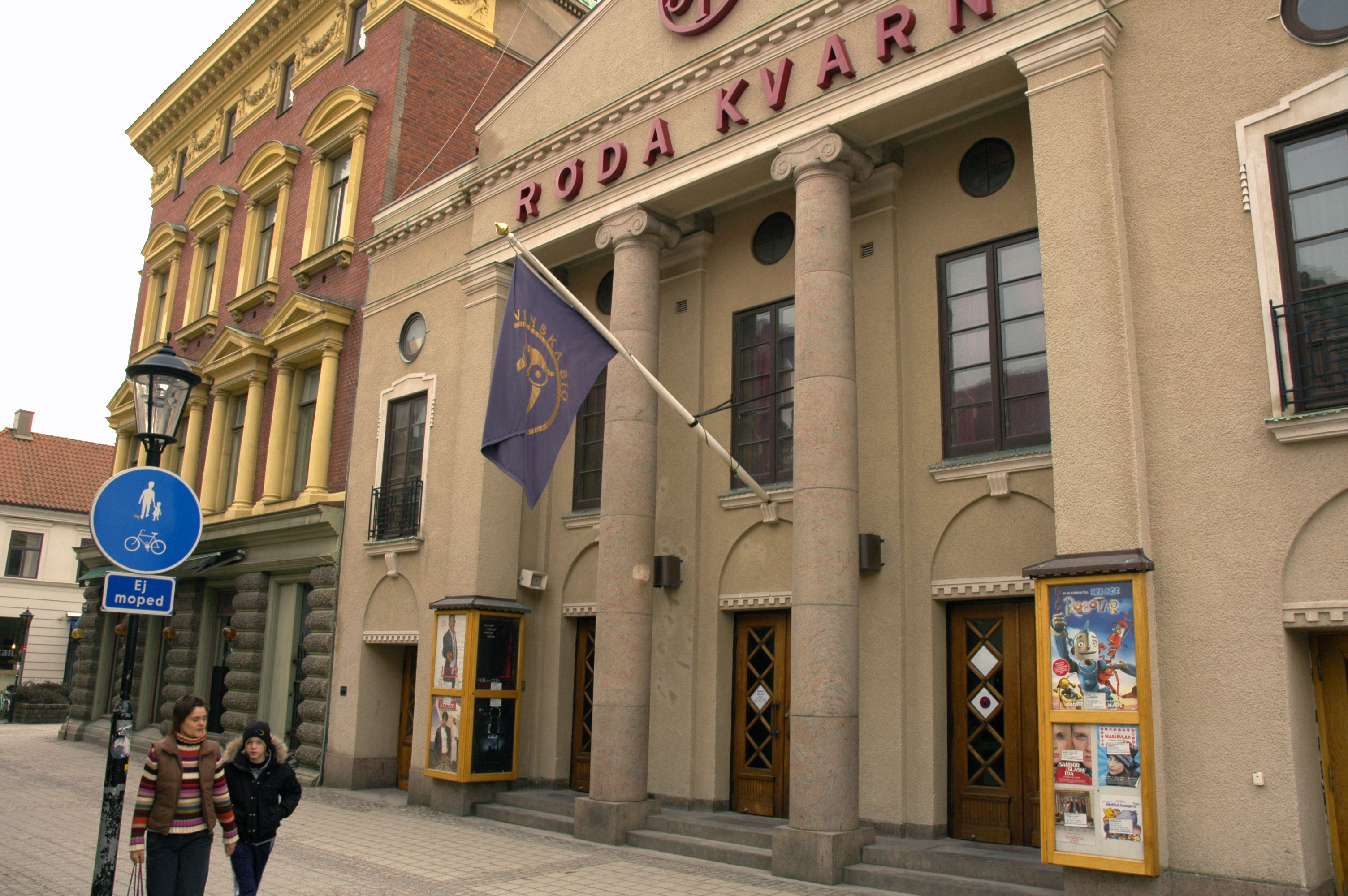
O Cinema Röda Kvarn
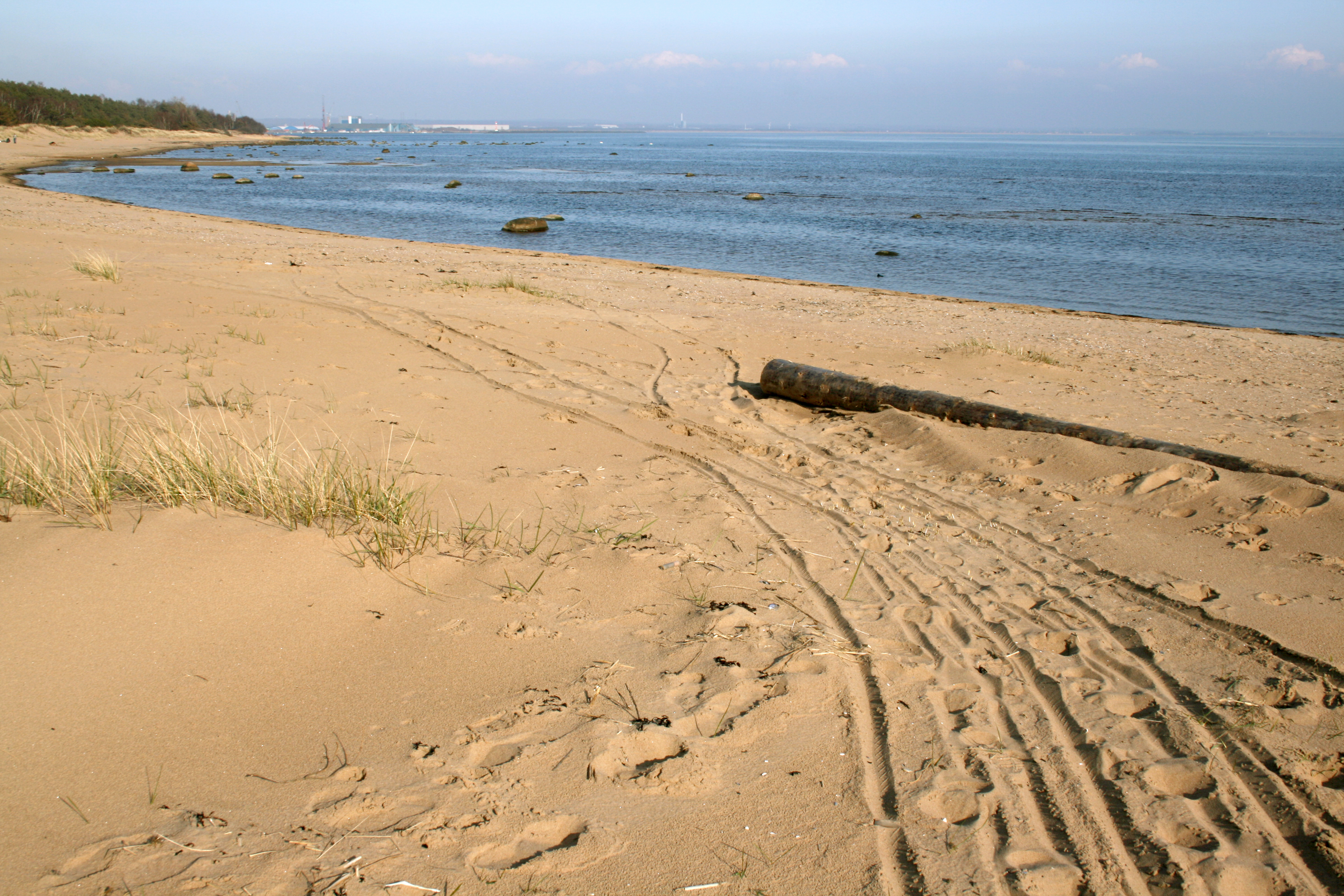
A Praia de Grötvik
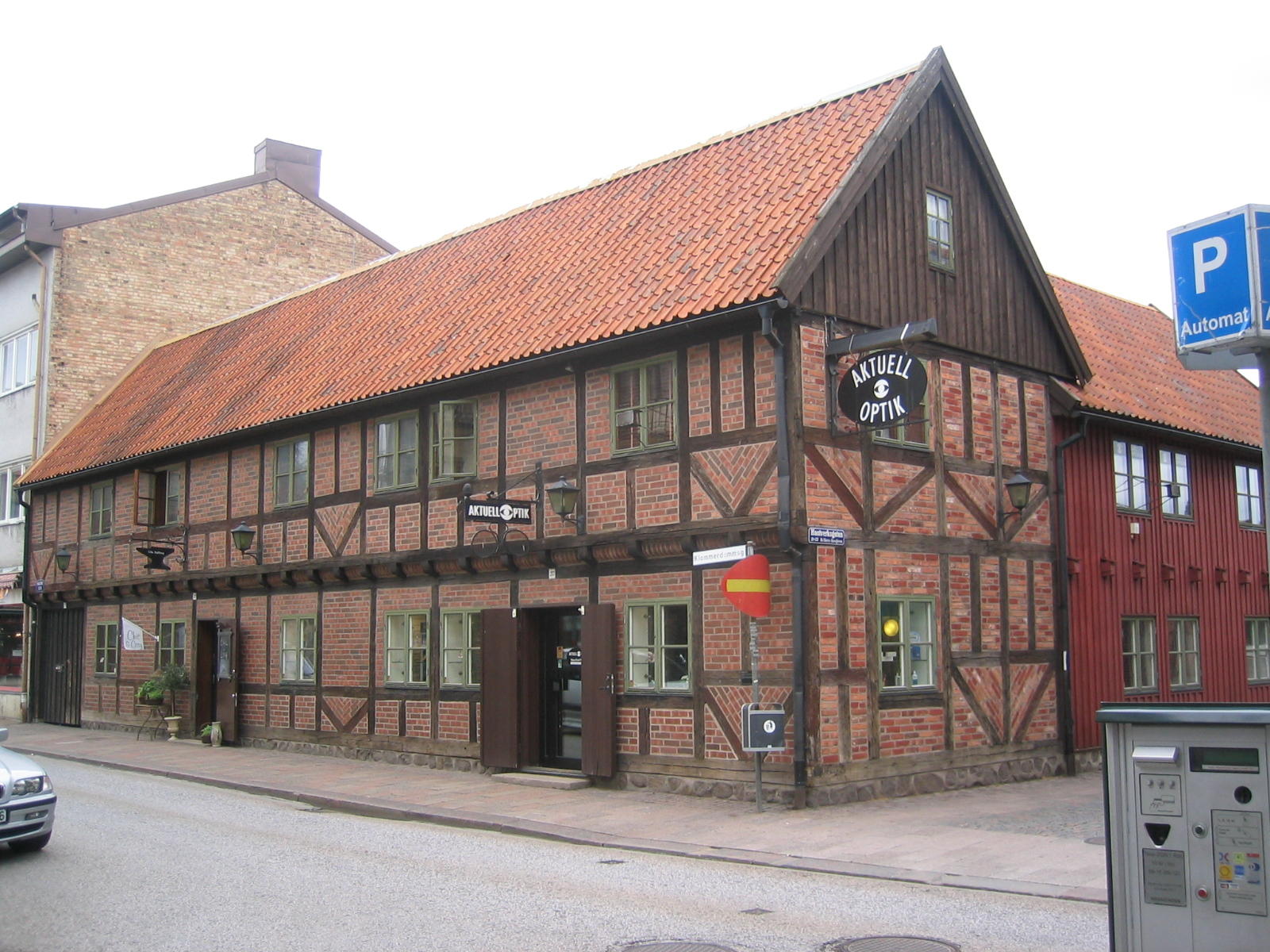
A Casa Mellgrenska

## Música
- Jonas Altberg (Basshunter) (1984), cantor, produtor musical e DJ sueco

## Personalidades ligadas a Halmstad
- Bengt Samuelsson (1934-2024), bioquímico sueco, Prémio Nobel da Fisiologia e da Medicina, em 1982

## Desporto
Entre os desportos em destaque em Halmstad, estão o futebol, o andebol, o ténis de mesa e o voleibol.
Como clubes mais cotados da cidade, estão o Halmstads BK (futebol) e o Hylte/Halmstad VBK (voleibol), assim como o HK Drott Halmstad (andebol) e o Halmstad BTK (ténis de mesa).

A Örjans Vall (futebol) e a Halmstad Arena (multi-uso; futebol, ténis de mesa, voleibol, andebol) costumam ser indicadas entre as suas arenas desportivas mais importantes.

### Clubes
- Halmstads BK (futebol)
- Hylte/Halmstad VBK (voleibol)
- HK Drott Halmstad (andebol)
- Halmstad BTK (ténis de mesa)

### Arenas desportivas
- Örjans Vall (futebol)
- Halmstad Arena (multi-uso; futebol, ténis de mesa, voleibol, andebol)